# منطقة فوق الخيمة

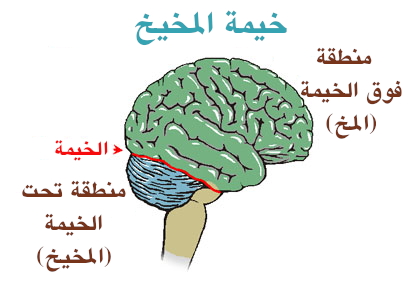
منطقة تحت الخيمة وتحتوي المخيخ، وفوق الخيمة وتحتوي المخ

منطقة فوق الخيمة (بالإنجليزية: Supratentorial region)‏ هي منطقةٌ تشريحيَّة دماغيَّة تقع أعلى خيمة المخيخ، أما المنطقة الموجودة أسفله فتسمى منطقة تحت الخيمة. تتضمن منطقة فوق الخيمة عدة هياكل تشريحيَّة ومنها المخ، أما تحت الخيمة فهناك المخيخ.
علّق عالم التشريح الروماني جالينوس على هذا الهيكل التشريحي، إلا أنَّ الأهمية الوظيفية لهذا التقسيم العصبي التشريحي وُصف للمرة الأولى باستخدام المصطلحات الحديثة بواسطة جون هيولينجز جاكسون، المحرر المؤسس للمجلة الطبية الدماغ. عبر دراساتٍ موسعة في علم التشريح والسلوك، أثبت جون هيولينجز جاكسون وجود تقسيم واضح للوظائف الإدراكيَّة يقع عند أو حول خيمة المخيخ. في مخططه المقترح، بينما كانت الأجزاء فوق الخيمة (وخاصة المخ) مسؤولة عن التخطيط والتحكم في الحركة، كانت الأجزاء تحت الخيمة (وخاصة المخيخ) مسؤولة عن التخطيط والتحكم في حركة الجسم في حد ذاتها.
تتواجد معظم الأورام الأساسيَّة للجهاز العصبي المركزي فوق الخيمة.